# پپینو
پپینو (به اسپانیایی: Pepino, Spain) یک شهرستان در اسپانیا است که در استان تولدو واقع شده‌است.

## خصوصیات
پپینو ۴۶ کیلومترمربع مساحت و ۲٬۶۴۳ نفر جمعیت دارد و ۴۵۴ متر بالاتر از سطح دریا واقع شده‌است.